# Thomas Cavanagh

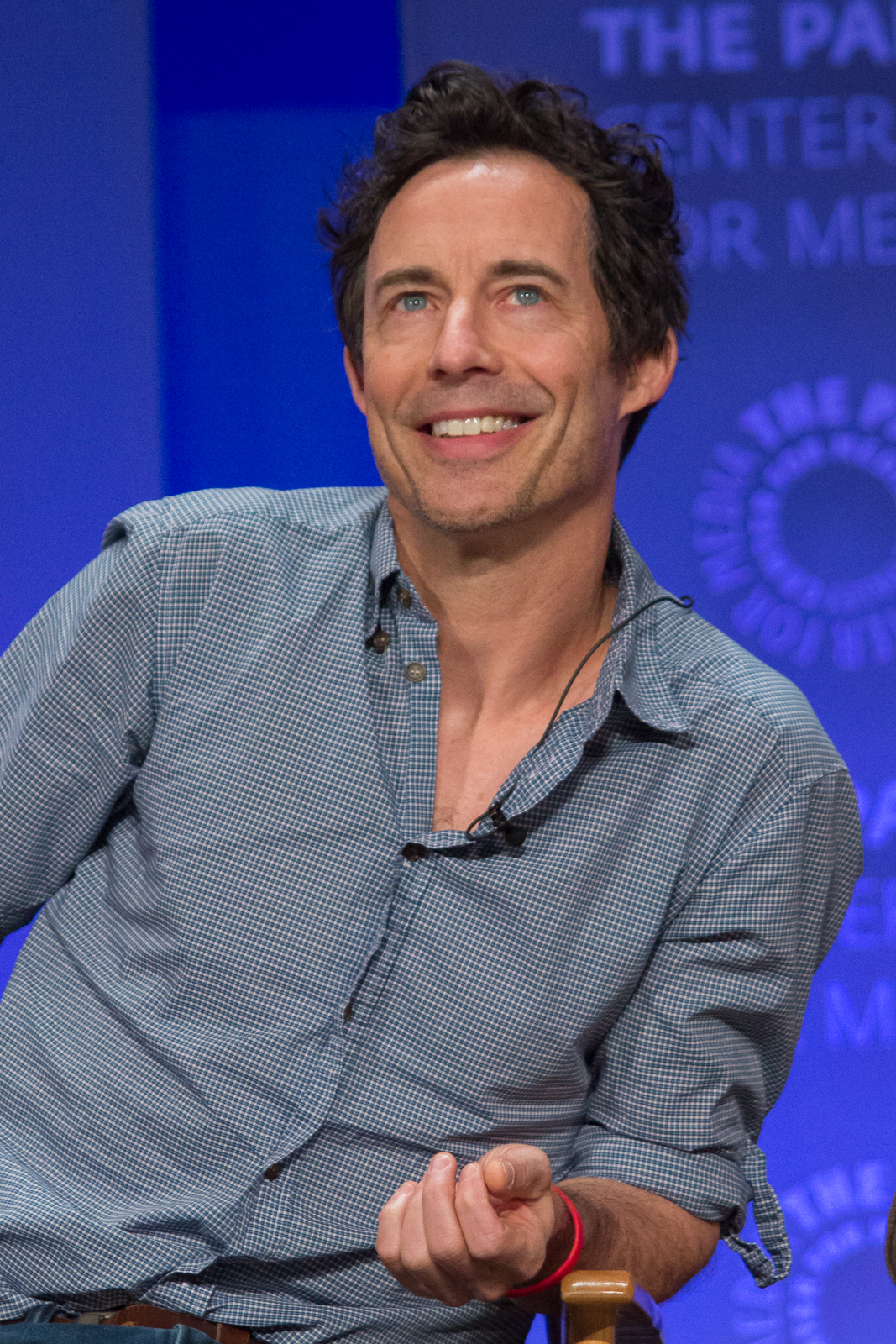
Thomas Cavanagh (2015)

Thomas „Tom“ Cavanagh (* 26. Oktober 1963 in Ottawa) ist ein kanadischer Schauspieler und Regisseur.

## Leben
Thomas Cavanagh wurde als zweites von fünf Kindern geboren. Als er sechs Jahre alt war, zog seine Familie nach Ghana, wo sein Vater Lehrer ausbildete. Die Familie zog zurück nach Kanada, bevor er die High School besuchte. Später studierte Cavanagh an der Queen’s University in Kingston und machte seine Abschlüsse in Englisch, Biologie und Pädagogik.
Sein Interesse für die Schauspielerei begann mit einer Rolle in einer Grease-Aufführung. Danach hatte er zahlreiche Rollen in Fernsehfilmen und zahlreiche Gastauftritte in Fernsehserien (Der Sentinel – Im Auge des Jägers, Outer Limits – Die unbekannte Dimension, Viper, Providence und Scrubs – Die Anfänger). Am bekanntesten ist er für seine Darstellung des Anwalts Ed Stevens in der Fernsehserie Ed – Der Bowling-Anwalt, die von 2000 bis 2004 gedreht wurde.
Von 2014 bis 2021 war Cavanagh fester Bestandteil der Sci-Fi-Krimiserie The Flash, in der er mehrere Versionen von Harrison Wells von verschiedenen Erden spielte. Diese Rollen verkörperte er auch in den anderen Arrowverse-Serien.
Er ist verheiratet, hat zwei Töchter und zwei Söhne.

## Filmografie (Auswahl)
- 1989: Youngsters – Die Brooklyn Gang (Who Shot Patakango?)
- 1991: White Light – Licht im Tunnel des Todes (White Light)
- 1995: Tod auf Trauschein (A Vow to Kill)
- 1995–1999: Outer Limits – Die unbekannte Dimension (The Outer Limits, Fernsehserie, 2 Folgen)
- 1996: Eiskalte Umarmung (Midnight Heat)
- 1996: Der Sentinel – Im Auge des Jägers (The Sentinel, Fernsehserie, Folge 2x29)
- 1997: Viper (Fernsehserie, Folge 3x17)
- 1999: Eine ungewöhnliche Freundschaft (Anya’s Bell)
- 2000–2004: Ed – Der Bowling-Anwalt (Ed, Fernsehserie, 83 Folgen)
- 2002: Bang, Bang, Du bist tot (Bang, Bang, You’re Dead)
- 2002–2009: Scrubs – Die Anfänger (Scrubs, Fernsehserie, 7 Folgen)
- 2004: Rentier Buddy rettet Weihnachten (Snow)
- 2006: Herzensangelegenheiten (Gray Matters)
- 2006: Two Weeks – Im Kreise ihrer Lieben (Two Weeks)
- 2007: Sublime
- 2007: The Cake Eaters
- 2007: Frühstück mit Scot (Breakfast with Scot)
- 2008: Green River: Die Spur des Killers (The Capture of the Green River Killer, Miniserie)
- 2008: Wer ist hier der Weihnachtsmann? (Snow 2: Brain Freeze)
- 2008–2009: Eli Stone (Fernsehserie, 7 Folgen)
- 2009: Trust Me (Fernsehserie, 13 Folgen)
- 2010: Yogi Bär (Yogi Bear)
- 2011: Trading Christmas
- 2011–2012: Royal Pains (Fernsehserie, 7 Folgen)
- 2013–2022: Blue Bloods – Crime Scene New York (Blue Bloods, Fernsehserie, Folge 4x11, Folge 12 Staffel 13)
- 2013: Die Goldbergs (The Goldbergs, Fernsehserie, Folge 1x08)
- 2014: The Following (Fernsehserie, 4 Folgen)
- 2014: Undateable (Fernsehserie, Folge 1x10)
- 2014: Der Spiele-Erfinder (The Games Maker)
- 2014–2023: The Flash (Fernsehserie)
- 2015: 400 Days
- 2016: Van Helsing (Fernsehserie, Folge 1x10)
- 2017, 2019: Supergirl (Fernsehserie, 3 Folgen)
- 2017–2019: Arrow (Fernsehserie, 3 Folgen)
- 2017, 2020: Legends of Tomorrow (Fernsehserie, 2 Folgen)
- 2019: Batwoman (Fernsehserie, Folge 1x08)
- 2022: Corrective Measures
- 2024: Superman & Lois (Fernsehserie, 1 Folge)

## Auszeichnungen
- 2001: Nominierung für den TV Guide Award in der Kategorie Breakout Star of the Year für seine Darstellung in der Fernsehserie Ed – Der Bowling-Anwalt
- 2001: TV Guide Award in der Kategorie Actor of the Year in a New Series für Ed
- 2002: Nominierung für den Golden Satellite Award in der Kategorie Best Performance by an Actor in a Series, Comedy or Musical für Ed
- 2002: Nominierung für den Golden Globe in der Kategorie Best Performance by an Actor in a Television Series – Musical or Comedy für Ed
- 2002: Family Television Award in der Kategorie Actor für Ed
- 2003: Nominierung für den Daytime Emmy Award in der Kategorie Outstanding Performer in a Children’s Special für den Film Bang, Bang, Du bist tot